# Jianhua
Jianhua är ett stadsdistrikt i Qiqihar i Heilongjiang-provinsen i nordöstra Kina.